# Robert Guex
Robert Guex (Lausanne, 20 april 1881 - aldaar, 8 januari 1948) was een Zwitsers advocaat, griffier, rechter, arbiter en hoogleraar.

## Biografie
Robert Guex was een zoon van François Guex, een kantonnaal rechter, en van Jeanne Feyler. In 1910 huwde hij Luigia Martinengo.
Van 1899 tot 1902 studeerde hij rechten in Lausanne, en later ook in München, Parijs, Berlijn en Londen. In 1904 behaalde hij een doctoraat in de rechten met het proefschrift La relation de cause à effet dans les obligations extra-contractuelles, waarna hij vervolgens van 1907 tot 1910 in Lausanne actief was als advocaat. In 1910 werd hij Franstalig griffier bij het Bondsgerechtshof in Lausanne. Van 1924 tot 1926 was hij buitengewoon hoogleraar handelsrecht aan de Universiteit van Genève. Nadien was hij van 1926 tot 1932 hoogleraar vergelijkend burgerlijk recht en internationaal privaatrecht aan de Universiteit van Lausanne. In 1932 was hij ook decaan van de rechtenfaculteit. Vervolgens was hij van 1932 tot 1948 zelf rechter in het Bondsgerechtshof. Tussen 1939 en 1945 was hij tevens voorzitter van de federale censuurcommissie.
Van 1921 tot 1922 was hij secretaris-generaal en vervolgens van 1923 tot 1924 arbiter in de gemengd Frans-Duitse rechtbank. Vanaf 1924 was hij, in het kader van arbitrages opgezet door de Volkenbond, voorzitter van de Duits-Belgische, Bulgaars-Belgische, Oostenrijks-Belgische en Duits-Poolse arbitragerechtbanken.

## Werken
- (fr)  La relation de cause à effet dans les obligations extra-contractuelles, 1904.